# Amata cuprea
Amata cuprea är en fjärilsart som beskrevs av Hermann Stauder 1928. Amata cuprea ingår i släktet Amata och familjen björnspinnare. Inga underarter finns listade i Catalogue of Life.